# 盼盼

盼盼

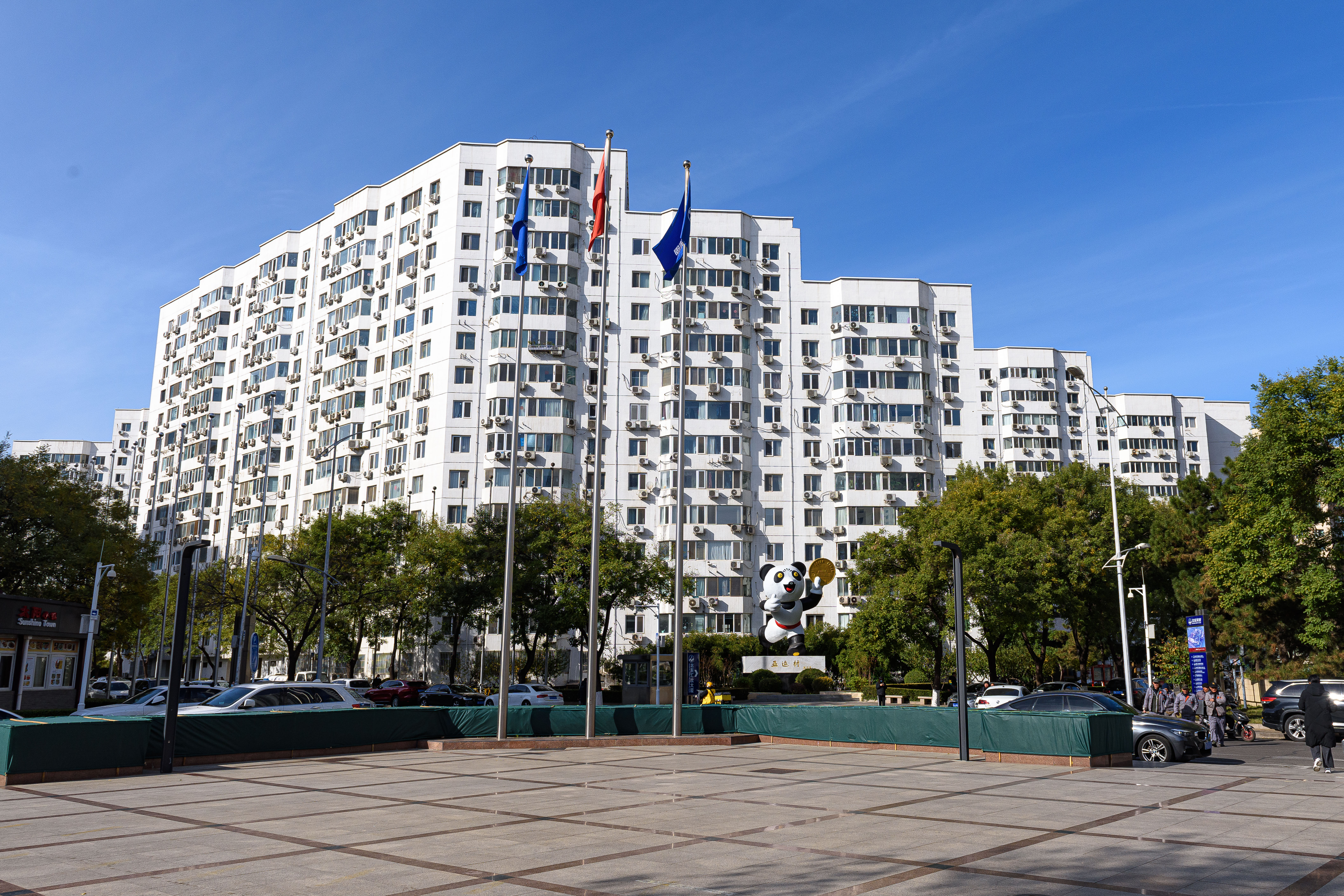
北京亚运村升旗广场对面竖立有熊猫盼盼雕塑

盼盼是1990年在北京举办的第十一届亚运会的吉祥物。盼盼的原型是受到世界人民喜爱的大熊猫，来源于福州大熊貓研究中心的大熊猫“巴斯”，造型是手持亚运奖牌的大熊猫。盼盼的设计者是中国国家一级美术师刘忠仁。